# Хельсинкская митрополия
Хе́льсинкская митропо́лия, или Гельсингфо́рсская митропо́лия (фин. Helsingin hiippakunta, швед. Stiftet i Helsingfors), — православная епархия Финляндской православной церкви Константинопольского патриархата с центром в городе Хельсинки в Финляндии.

## История
В связи с потерей в ходе советско-финской войны (1939—1940) большей части приходов существовавшей с 1923 года Выборгской епархии и эвакуацией вглубь страны значительно части православного населения, в Хельсинки была учреждена церковно-административная структура, действовавшая изначально в качестве викариатства, а затем как самостоятельная епархиальная структура.
10 октября 2017 года коллегия Церковного Управления одобрила вынесение вопроса о переносе архиепископской кафедры из Куопио в Хельсинки на рассмотрение делегатов Поместного собора, который состоялся 27—29 ноября 2017 года. Собор одобрил перенесение кафедры предстоятеля в Хельсинки начиная с 1 января 2018 года.

## Структура
Епархия разбита на ряд приходов-благочиний, в рамках регионов объединяющих главный храм и несколько приписных часовен:
- Православный приход Хельсинки[фин.]
- Православный приход Турку[фин.]
- Православный приход Юго-Восточной Финляндии[фин.]

## Управляющие
- 1945 — 13 октября 1969 — Александр (Карпин)
- 1 февраля 1972 — 15 октября 1987 — Иоанн (Ринне) с 1970 года — временно управляющий
- 17 марта 1988 — 14 мая 1996 — Тихон (Тайякка)
- 14 мая 1996 — 25 октября 2001 — Лев (Макконен)
- 1 декабря 2001 — 1 февраля 2002 — Пантелеимон (Сархо) в/у, еп. Йоенсууйский
- 1 февраля 2002 — 1 января 2018 — Амвросий (Яаскеляйнен)
- с 1 января 2018 — Лев (Макконен)

викарии
- с 16 января 2022 года — Сергий (Раяполви), епископ Хаминский